# Tor Bomann-Larsen
Tor Bomann-Larsen (ur. 26 kwietnia 1951 w Jevnaker) – norweski pisarz, rysownik, autor książek dla dzieci, autor biografii Roalda Amundsena (1872–1928) oraz sześciotomowej historii norweskiego domu królewskiego od 1905 roku.

## Życiorys
Tor Bomann-Larsen urodził się 26 kwietnia 1951 roku w Jevnaker . Jego rodzicami byli Erik Bomann-Larsen i Solveig Gjerde .
Wykształcenie plastyczne zdobył w szkole rysunku Einar Granum Kunstfagskole w Oslo (1970–1971) i u Hansa Griepentroga (1910–1984) w Fachhochschule Münster (1972–1975) . W latach 1971–1976 pracował jako scenarzysta serii komiksów o kaczorze Donaldzie dla duńskiego wydawnictwa Egmont Group . 
W 1975 roku poślubił Hilde Diesen .
Następnie zajmował się satyrą polityczną i pracował jako rysownik dla wielu gazet, m.in. dla Asker, Friheten, Ny Tid, Dagbladet, Nationen czy Arbederbladet . Jego rysunki komiksowe publikowane w Dagbladet zostały opublikowane w formie książkowej w latach 1981–1983 . W latach 80. XX w. wydał trylogię komiksową o życiu Fridtjofa Nansena (1861–1930): 1905. Duellen på Hesselø (1985), Fridtjof & Hjalmar (1986) i Drama i Bayern (1987) . Na początku lat 90. opublikował książki dla dzieci Olavs første skitur (1990) i Turen til Nordpolen (1991) . 
W 1993 roku napisał historię narciarstwa w Norwegii Den evige sne. En skihistorie om Norge, a w 1995 roku biografię norweskiego polarnika Roalda Amundsena (1872–1928) – Roald Amundsen. En biograi . W 1997 roku wydał biografię norweskiego pisarza Sigurda Christiansena (1891–1947) – Det usynlige blekk. Sigurd Christiansens liv . W latach 2002–2013 opracował sześciotomowe dzieło o historii norweskiego domu królewskiego od 1905 roku . 

## Publikacje
Lista podana za I Norsk biografisk leksikon :
- Glipp, 1981
- Glipp 2 & jakten på åndslivet, 1982
- Dynastiet Willoch. Sideglipp fra Bomann & Hompland, 1983
- 1905. Duellen på Hesselø, 1985
- Fridtjof & Hjalmar, 1986
- Drama i Bayern, 1987
- Den perfekte politiker. Håndbok for folkets fremste, 1989
- Da det gjaldt. En god nordmann står endelig frem, 1990
- Adolfs menn. Fem fortellinger fra Det tredje riket, 1990
- Olavs første skitur, 1990
- Turen til Nordpolen, 1991
- De fleste har nok med å leve, 1991
- Roalds tur, 1992
- Lille Sonjas store pappa, 1993
- Den evige sne. En skihistorie om Norge, 1993
- Roald Amundsen. En biograi, 1995
- Den siste prinsen, 1996
- Det usynlige blekk. Sigurd Christiansens liv, 1997
- Livlegen, roman, 1999
- Sporet fra ødemarken, artikler, 2001
- Haakon og Maud, 2002–2013 (Kongstanken, 2002, Folket, 2004, Vintertronen, 2006, I Makten, 2008, Æresordet, 2011 i Svaret, 2013)[2]

## Odznaczenia, wyróżnienia i nagrody
- 1987 – Sproingprisen za Drama i Bayern[3]
- 1993 – Cappelenprisen[4]
- 2004 – Brageprisen w kategorii literatury faktu za Folket. Haakon & Maud II[1]